# Флавіо Бріаторе
Флавіо Бріаторе (італ. Flavio Briatore; нар. 12 квітня 1950, Верцуоло) — італійський бізнесмен, чиї статки оцінюють у 150 мільйонів доларів США. Відомий як успішний менеджер Формули-1, тричі приводив очолювану команду до Кубка Конструкторів і чотири рази — до чемпіонського титулу. Колишній керівник відділення «Рено» у Формулі-1.

## Біографія
Бріаторе народився 12 квітня 1950 року в альпійському місті Верцуоло, Італія у родині вчителів. Закінчивши інститут ім. Фасіно де Буска, отримав диплом геодезиста. Деякий час працював інструктором з гірських лиж в Альпах, потім заснував ресторан під назвою «Трибула». Через деякий час Флавіо став відомим ресторанним менеджером та партнером ресторанного магната Аттіліо Дутто. Після того, як Дутто був убитий підкладеною в його автомобіль бомбою, Бріаторе переїхав до Мілана і зайнявся грою на біржі, де й познайомився з Лучано Бенеттоном.
У 1980-х роках Бріаторе був визнаний винним у численних випадках шахрайства та отримав два терміни ув'язнення. Щоб уникнути ув'язнення, Бріаторе переховувався на острові Сент-Томас на Віргінських островах. Він ніколи не потрапляв до в'язниці й повернувся до ЄС після того, як обидві судимості були погашені за амністією.
Перебуваючи у статусі втікача, Бріаторе підтримував тісні стосунки з Бенеттоном і відкрив кілька магазинів Benetton на Віргінських островах.
Певний час Флавіо був менеджером компанії Benetton у США, керуючи мережею магазинів одягу. Завдяки методам франчайзингу мережа пережила короткий бум популярності в США, де до 1989 року налічувалося 800 магазинів Benetton. Бріаторе, отримавши частку від кожної франчайзингової угоди, став дуже багатим.

## Benetton

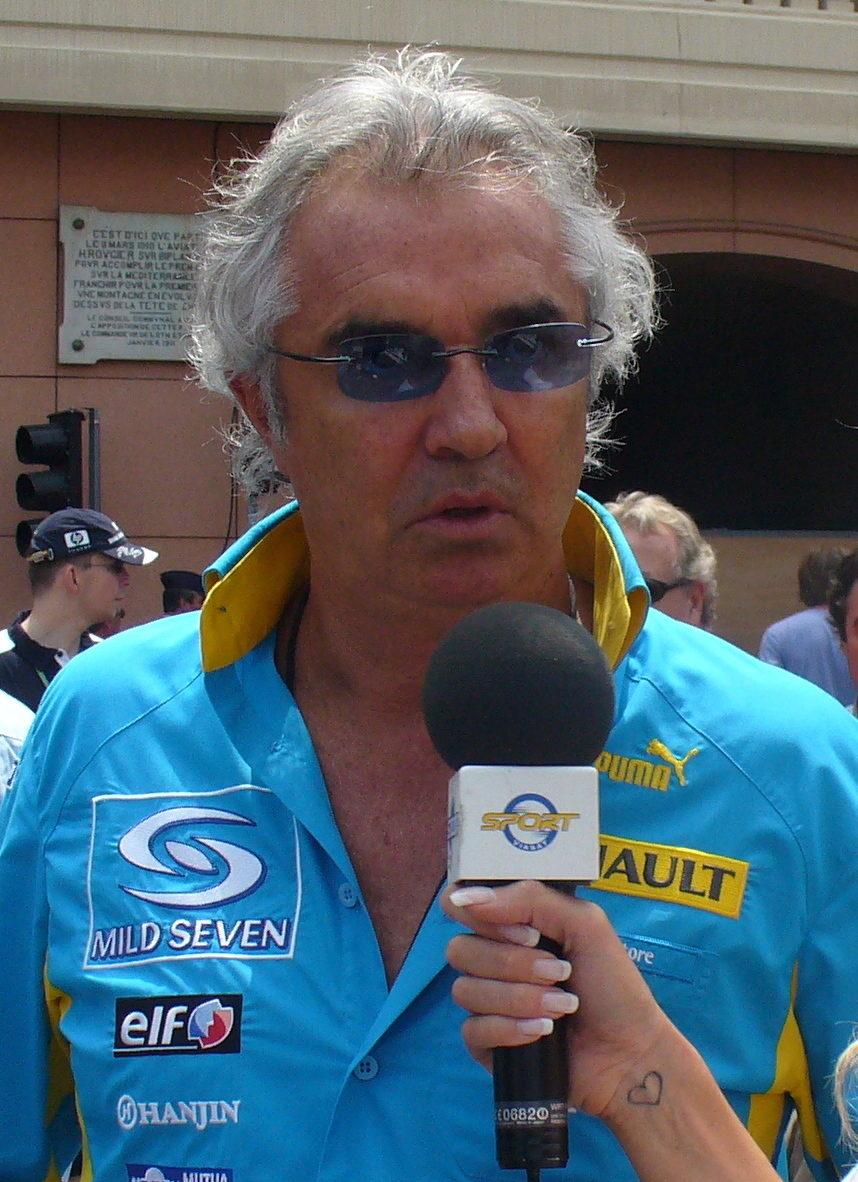
Бріаторі на Гран-прі Монако 2006 року

У 1985 році сім'я Бенеттон купила команду Формули-1 «Тоулмен», перейменувала на «Бенеттон» і незабаром змінила все керівництво. Новим директором стайні в 1988 році був призначений Бріаторе.
Флавіо почав активно залучати нові кадри. Новим технічним директором команди він зробив Джона Барнарда, але швидкість його машин недостатньо задовольнила італійців, і Барнарда змінив Том Уокіншоу (в майбутньому глава команди Arrows), а потім Росс Браун. Також Бріаторе переманив із Jordan багатообіцяючого Міхаеля Шумахера. Вибір виявився вдалим: Шумахер почав перемагати вже наступного року, а в 1994 і 1995 став чемпіоном світу. Бріаторе викупив у команди «Лотус», яка банкрутувала, контракт Джонні Херберта, і в 1995 його очки допомогли «Бенеттону» здобути Кубок Конструкторів.

Шумахер і Браун перейшли до команди «Феррарі» в 1996, «Бенеттон» натомість отримав Жана Алезі та Герхарда Бергера. Команда здобула лише одну перемогу (зусиллями Герхарда Бергера в Німеччині — 1997), у 1997 році відносини Бріаторе з Жаном Алезі різко зіпсувалися і француз залишив команду. Невдоволені власники команди — сім'я Бенеттон — розлучилися також із Бріаторе та взяли керівництво командою у свої руки.

## Supertec

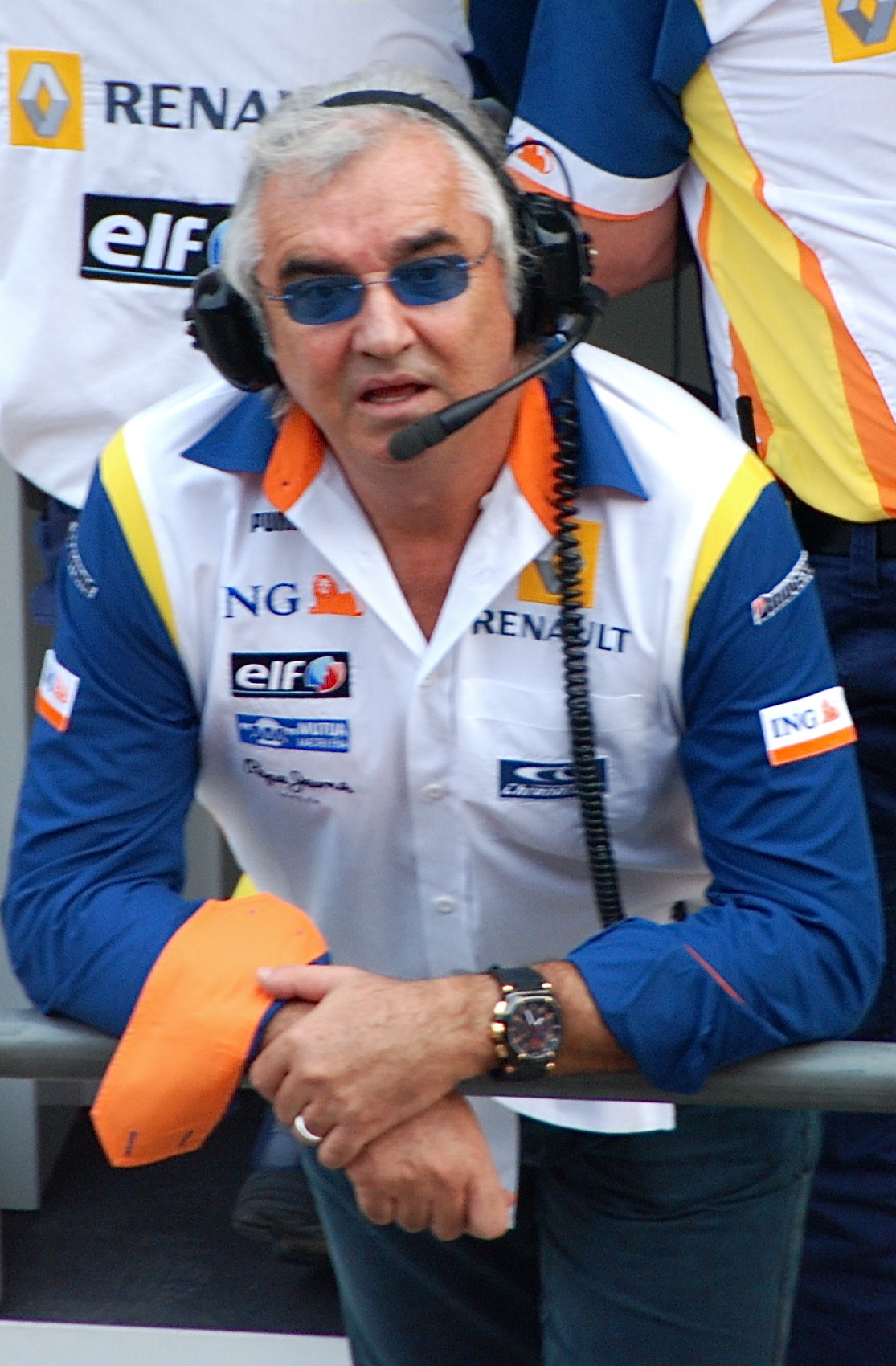
Бріаторе в 2008 році

Флавіо не залишив бізнес у Формулі-1. З 1998 року концерн «Рено» припинив програму постачання двигунів для Формули-1, проте Renault V10, який виграв чемпіонати 1995, 1996 та 1997 залишався відносно конкурентоспроможним. Бріаторе заснував компанію Supertec і, у співпраці із заводом Mecachrome, протягом трьох років продовжував постачання Renault V10 командам Формули-1. Серед його клієнтів були, зокрема, й ексколеги з «Бенеттона».
Двигуни «Супертек» не мали високої потужності та надійності, і були застарілими на тлі нових «Мерседес», «Феррарі» та «Мюген-Хонда». Однак завдяки дешевизні та відносно непоганій швидкості вони завоювали велику популярність серед команд-середняків. У сезоні 1999 більше ніж третина болідів, що виходили на старт Гран-прі, оснащувалися двигунами фірми Бріаторе.

## Renault F1
У 2001 році концерн Renault і сім'я Бенеттон дійшли згоди про продаж команди «Бенеттон», що знаходилася в кризі. Прямо у середині сезону французькі автовиробники знову призначили Флавіо Бріаторе на місце керівника команди.
Бріатор одразу заявив про амбітні плани виграшу чемпіонату світу. Він зробив ставку на свого протеже Ярно Труллі (менеджером якого він був) та молодого тест-пілота Фернандо Алонсо. Труллі залишив команду у 2004, не задовольнивши амбіцій менеджера команди, і Алонсо став першим пілотом команди. Під керівництвом Флавіо, «Рено» у 2005 та 2006 виграла Кубок Конструкторів, а Алонсо — чемпіонський титул.
З посади голови команди Бріаторе був усунений 16 вересня 2009. Причиною тому послужила справа про ініціювання аварії експілота «Рено» Нельсона Піке на Гран-прі Сінгапуру 2008 року. 21 вересня 2009 року рішенням Всесвітньої ради з автоспорту Бріаторе був довічно дискваліфікований за підстроювання аварії Нельсона Піке. Йому також довелось розлучитися з акціями футбольного клубу «Квінз Парк Рейнджерс», оскільки відповідно до правил Футбольної асоціації Англії керівниками або власниками контрольних пакетів акцій клубу не можуть бути особи, відсторонені від діяльності у будь-якому іншому виді спорту.
Бріаторе був особистим менеджером Марка Веббера і Хейккі Ковалайнена, якого він привів у команду на зміну Фернандо Алонсо, який пішов у «Макларен». Однак потім вони були змушені знайти собі іншого менеджера, оскільки ФІА не продовжував суперліцензії гонщикам, які тією чи іншою мірою пов'язані з Бріаторе.

## Судовий позов з ФІА
25 листопада 2009 року в Парижі відбулося перше засідання суду за позовом Бріаторі до ФІА з вимогою скасувати довічну дискваліфікацію. Виправдувальне рішення щодо Бріаторе, а також Пета Сімондса, було винесено Паризьким судом 5 січня 2010 року. У FIA не було повноважень усувати від автоспорту Бріаторе, як людину, яка не має жодних ліцензій Федерації. Крім того, розслідування та звинувачення багато в чому ініціювали Макс Мослі, на той час голова FIA, у якого раніше були конфлікти з Бріаторе. Вирок щодо відсторонення було визнано нелегітимним, а Федерація була зобов'язана опублікувати власним коштом рішення суду у французьких газетах (за вибором виправданих). Нельсіньо Піке, пілоту, який також був замішаний у скандалі й зіграв у ньому чималу роль, раніше було гарантовано недоторканність з боку Федерації в обмін на свідчення. Після виправдання Бріаторе і Сімондса жодних санкцій щодо Піке також не було. FIA подала апеляцію на рішення суду першої інстанції. Однак незабаром за взаємною домовленістю сторін FIA відкликала апеляцію, а Бріаторе і Сімондс взяли на себе зобов'язання утримуватися від керівних посад у Формулі-1 до 31 грудня 2012 року, а також в інших серіях FIA до кінця сезону-2011.

## Особисте життя
У нього є молодша сестра, на ім'я Рита, яка працює вчителькою, і брат, на ім'я Вальтер, власник ферми в Салуццо, який помер 29 листопада 2015 року.
Бріаторе — постійний фігурант італійських таблоїдів через його скандальні романи з топмоделями.
З 1983 по 1987 рік він був одружений з колишньою моделлю та бізнесвумен Марсі Шлобом.
Флавіо був у 1998 році заручений із Наомі Кемпбелл, у 2003 вони зі скандалом розійшлись. Від іншої моделі, Гайді Клум, у Флавіо є дитина — дочка, на ім'я Хелен Бошовен «Лені» Семюель (народилася 4 травня 2004 року). Вони розірвали стосунки ще до народження дитини, і Бріаторе завжди виступав проти тестування ДНК.
18 червня 2008 року Бріаторе одружився з італійською моделлю Елізабет Грегорачі. 18 березня 2010 року у Флавіо та Елізабет народився син Фалько Натан Бріаторе. 23 грудня 2017 року вони розлучилися за взаємною згодою.